# Cefalea postrachicentesi
La cefalea postrachicentesi, (PDPH per l'acronimo in lingua inglese) è uno dei vari tipi di cefalea.

## Storia
La sua scoperta la si deve ad August Bier (1861-1949), colui che è considerato il pioniere dell'anestesia spinale nel 1899 all'epoca l'incidenza era del 66%. Successivamente a partire dai primi anni del XX secolo si abbassò al 50% degli interventi con tale forma di anestesia. Si sperimentarono nuove forme di ago a partire dal 1951.

## Eziologia
La si osserva, come complicanza dell'anestesia peridurale, nei blocchi neuroassiali oltre che nella rachicentesi.

## Epidemiologia
Studi hanno dimostrato che la sua incidenza varia a seconda del tipo di ago utilizzato, come complicanza la si osserva dal 10% al 30% del totale degli interventi, soprattutto nelle donne incinte.
Nasce dopo 24, al massimo 48 ore successive alla procedura, peggiora in determinate posizioni come quella seduta o in ortostatismo.

## Sintomatologia
Si mostra dolore che diminuisce rapidamente se si assume la posizione supina. altre manifestazioni correlate sono ipoacusia, fotofobia, nausea, si normalizza il tutto entro una settimana se non si interviene entro 48 ore se si utilizza la tecnica del tappo di sangue epidurale

## Terapie
L'assunzione di teofillina per via intravenosa fornisce buoni risultati, per circa l'85% dei vari casi, mentre per quelli più ostici può essere positivo un intervento immediato con tamponamento epidurale con sangue (il cosiddetto blood patch)
Nella quasi totalità dei casi, la risoluzione del disturbo è spontanea e la si raggiunge in meno di una settimana.